# سیارک ۲۷۰۷۴
سیارک ۲۷۰۷۴ (به انگلیسی: 27074 Etatolia، نامگذاری:1998SS132)۲۷۰۷۴مین سیارک کشف شده‌است که در ۲۶ سپتامبر ۱۹۹۸ کشف شد.